# Manderlay
Manderlay er en dramafilm fra 2005 og efterfølger til filmen Dogville. Det er den anden del af Lars von Triers trilogi USA - Mulighedernes land. Bryce Dallas Howard har erstattet Nicole Kidman i rollen som Grace. I filmen spiller ligeledes Willem Dafoe, Lauren Bacall, Chloë Sevigny og Danny Glover.

## Produktion

### Kulisse
Kulisserne er meget lig de i Dogville brugte. Filmet på et scene uden ret mange rekvisitter adskiller Manderlay sig dog fra forgængeren ved også at inkludere fx en hest, et muldyr og en sandstorm. Som i Dogville udspiller Manderlays handling sig på en afgrænset lokalitet, i dette tilfælde en plantage.